# Åkrehamn
Åkrehamn (o Åkrahamn) è una località della Norvegia, situata nella regione di Vestlandet e in particolare nella municipalità di Karmøy.